# 58163 Minnesang
58163 Minnesang è un asteroide della fascia principale. Scoperto nel 1989, presenta un'orbita caratterizzata da un semiasse maggiore pari a 2,4177558 au e da un'eccentricità di 0,1447382, inclinata di 1,09331° rispetto all'eclittica.
L'asteroide è dedicato all'omonimo genre lirico sviluppatosi in Germania tra il XII e il XV secolo.